# Henri-Victor Wolvens
Henri-Victor Wolvens, eigenlijke naam Wolvenspergens, (Brussel, 6 juni 1896 - Brugge, 31 januari 1977) was een Vlaams kunstschilder.

## Levensloop
Wolvens volgde kunstopleidingen aan de stedelijke academies in Schaarbeek, Sint-Joost-ten-Node en Sint-Gillis.
Nadat hij in 1930 trouwde, kwam hij zich in Brugge vestigen. Het licht zoals hij het daar aantrof en de nabijheid van de zee, inspireerden hem. Aan de kust schilderde hij marines, havens, golfbrekers, stranden, wandeldijken. Verder werd hij geïnspireerd door stations, treinen, stille buurten, wandelaars. Dit waren zijn voornaamste thema's, naast interieurs met simpele lieden.
Wolvens schilderde kleurrijk, met vele op elkaar gelegde verflagen, waarbij hij vooral aandacht schonk aan lichtinval en sfeer.
Ook al was hij zelf wars van 'scholen' werd hij door de critici ondergebracht bij de zogenaamde 'animisten'.
Aan de gevel van het huis dat hij bewoonde in de Moerstraat, werd een gedenkplaat aangebracht. In 1993 wijdde het Museum voor Moderne Kunst in Oostende een retrospectieve aan het werk van Wolvens.